# Волгоградска област
Волгоградска област (рус. Волгоградская область) је конститутивни субјект Руске Федерације са статусом области на простору Јужном федералном округу у европском делу Русије.
Административни центар области је град Волгоград.
Пре дестаљинизације у совјетској Русији, носила је назив Стаљинградска област (рус. Сталинградская область) до 16. децембра 1961. године.

## Етимологија
Област носи име по административном центру, граду Волгограду. Град је основан 1589. године. У част царице Ирине, град је од 1589. до 1925. године носио назив Царичин (рус. Цари́цын), а од 1925. до 1961. Стаљинград (рус. Сталингра́д) у част новог совјетског вође Стаљина. Данашње име, град је добио по реци Волги на чијој обали лежи град.
Руско име за реку Волгу, произилази из старословенске речи Vьlga, што значи влага.

## Становништво
| 1989.     | 2002.     | 2010.     |
| --------- | --------- | --------- |
| 2,593,944 | 2,699,223 | 2,610,161 |